# Elecciones provinciales de Misiones de 2007
El resultado estableció que Maurice Closs (Partido de la Concordia Social) fuera elegido Gobernador con 38,40% de los votos.

## Resultados

### Gobernador y vicegobernador
| Fórmula                   | Fórmula                          | Partido/Alianza       | Partido/Alianza                      | Votos   | %     |
| Gobernador                | Vicegobernador                   | Partido/Alianza       | Partido/Alianza                      | Votos   | %     |
| ------------------------- | -------------------------------- | --------------------- | ------------------------------------ | ------- | ----- |
| Maurice Closs             | Sandra Giménez                   |                       | Frente Renovador de la Concordia     | 170.985 | 38,40 |
| Pablo Tschirsch           | Adolfo Pischik                   |                       | Frente para la Victoria              | 127.379 | 28,61 |
| Ramón Puerta              | Ángel René Repetto               |                       | Frente Unión Popular                 | 70.078  | 15,74 |
| Adolfo Velázquez          | Juan Carlos Di Marco             |                       | Frente por la Dignidad 29 de Octubre | 26.800  | 6,02  |
| Jorge Oscar Brignole      | Daniel Osvaldo Moschner          |                       | Frente de Todos                      | 25.396  | 5,70  |
| Pablo Andersen            | Jorge Galeano                    |                       | Una Nación Avanzada                  | 16.960  | 3,81  |
| Luis Alberto López        | Roberto Andrés Ríos              |                       | Acción para una República de Iguales | 4.450   | 1,00  |
| Ricardo Julián Acuña      | Rodolfo Roque Fessler            |                       | Unión del Centro Democrático         | 1.927   | 0,43  |
| Gabriel Alejandro Ramallo | Juan Ramón Iza                   |                       | Unión de Voces y Gente Nueva         | 753     | 0,17  |
| Alberto Sigfrido Locher   | Ramona Claudia Rodríguez de Sosa |                       | Integración Ciudadana                | 535     | 0,12  |
| Votos positivos           | Votos positivos                  | Votos positivos       | Votos positivos                      | 445.263 | 88,71 |
| Votos en blanco           | Votos en blanco                  | Votos en blanco       | Votos en blanco                      | 47.040  | 9,37  |
| Votos nulos               | Votos nulos                      | Votos nulos           | Votos nulos                          | 9.630   | 1,92  |
| Participación             | Participación                    | Participación         | Participación                        | 501.933 | 75,65 |
| Electores registrados     | Electores registrados            | Electores registrados | Electores registrados                | 663.484 | 100   |
| Fuente:                   |                                  |                       |                                      |         |       |

### Cámara de Representantes
| ← 2005 · Cámara de Representantes · 2009 → | ← 2005 · Cámara de Representantes · 2009 → | ← 2005 · Cámara de Representantes · 2009 → | ← 2005 · Cámara de Representantes · 2009 → | ← 2005 · Cámara de Representantes · 2009 → | ← 2005 · Cámara de Representantes · 2009 → |
| Partido                                    | Partido                                    | Votos                                      | %                                          | Bancas                                     | Electos |
| ------------------------------------------ | ------------------------------------------ | ------------------------------------------ | ------------------------------------------ | ------------------------------------------ | --- |
|                                            | Frente Renovador de la Concordia           | 168.186                                    | 38,39                                      | 9/20                                       | Ver electos: - Carlos Rovira - Salvador Cabral - Ana María Semerenko - Joaquín Sánchez - Oscar Felipe Redczuk - Elfrida Luisa Bar - Ari Klusener - Sixto Ricardo Maciel - Beatriz Nicolau |
|                                            | Frente para la Victoria                    | 123.907                                    | 28,28                                      | 6/20                                       | Ver electos: - Diego Sartori - Elsa Fabiana Perié - Miguel Ángel Molina - Gustavo Alfredo Weirich - Luis Ricardo Pires - María Teresa Espinosa                                            |
|                                            | Frente Unión Popular                       | 67.070                                     | 15,31                                      | 3/20                                       | Ver electos: - Jorge Virgilio Zuetta - José Garzón Maceda - Mónica Alustiza |
|                                            | Frente por la Dignidad 29 de Octubre       | 26.975                                     | 6,16                                       | 1/20                                       | - Mariano Díaz |
|                                            | Frente de Todos                            | 25.758                                     | 5,88                                       | 1/20                                       | - Ricardo Andrés Buiak |
|                                            | Una Nación Avanzada                        | 18.084                                     | 4,13                                       |                                            | |
|                                            | Acción para una República de Iguales       | 4.712                                      | 1,08                                       |                                            | |
|                                            | Unión del Centro Democrático               | 2.091                                      | 0,48                                       |                                            | |
|                                            | Unión de Voces y Gente Nueva               | 789                                        | 0,18                                       |                                            | |
|                                            | Integración Ciudadana                      | 544                                        | 0,12                                       |                                            | |
| Votos positivos                            | Votos positivos                            | 438.116                                    | 87,29                                      |                                            | |
| Votos en blanco                            | Votos en blanco                            | 54.131                                     | 10,78                                      |                                            | |
| Votos nulos                                | Votos nulos                                | 9.686                                      | 1,93                                       |                                            | |
| Participación                              | Participación                              | 501.933                                    | 75,65                                      |                                            | |
| Electores registrados                      | Electores registrados                      | 663.484                                    | 100                                        |                                            | |
| Fuente:                                    |                                            |                                            |                                            |                                            | |